# Paisa (Colombia)

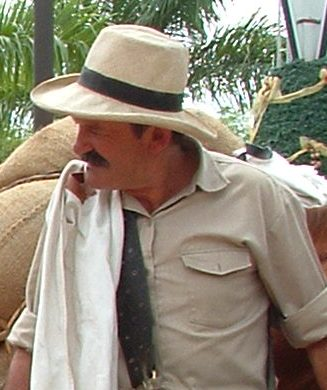
Il personaggio immaginario Juan Valdez è uno stereotipo paisa.

Paisa è una regione socioculturale colombiana e, soprattutto, il modo di indicare una persona della regione nel nord-ovest della Colombia, compresa la parte andina. La regione dei Paisa è formata dai dipartimenti di Antioquia, Caldas, Risaralda e Quindío. Alcune regioni del dipartimento della Valle del Cauca (a nord) e del dipartimento di Tolima (a ovest) si identificano culturalmente come paisa. Le principali città della regione dei Paisa sono Medellín, Pereira, Manizales e Armenia.
Il nome Paisa deriva dall'apocope spagnolo di Paisano (paesano), ma le persone sono anche conosciute come "antioqueños" (quelli dell'antica Antioquia, che comprendeva le altre province Paisa, che era un unico ente amministrativo fino alla creazione dello Stato di Caldas nel 1905). Sebbene molti si riferiscano ai Paisa come un gruppo etnico (raza antioqueña o raza paisa), essi fanno parte dei popoli colombiani e latinoamericani.
I paisa si trovano anche in altre regioni della Colombia e delle Americhe dove sono migrati. Hanno un modo così particolare di parlare lo spagnolo che alcuni scrittori chiamano español antioqueño.

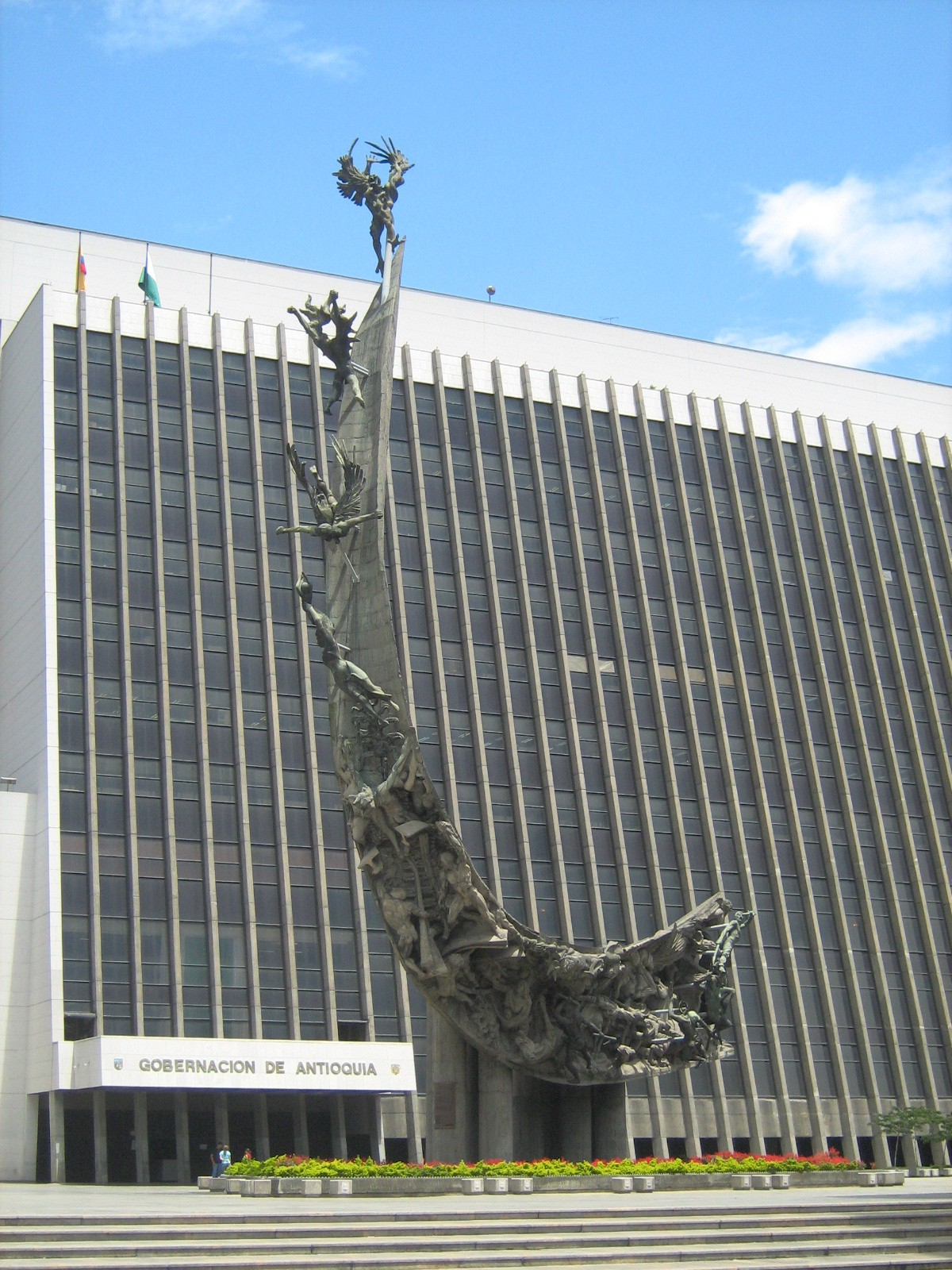
Monumento alla Raza di Rodrigo Arenas. Bronzo e cemento, 38 m di altezza, situato nel centro amministrativo di Medellín Alpujarra Antioquia.

## Genetica
I Paisa sono stati considerati una popolazione geneticamente isolata secondo studi scientifici. Come evidenziato dall'analisi del DNA mitocondriale in linea diretta o mtDNA (passato da madre a figlio) e del DNA cromosomico Y o Y-DNA (passato da padre a figlio), la fondazione iniziale della popolazione Paisa avvenne principalmente attraverso la mescolanza di iberici maschi (per lo più di vari gruppi etnici spagnoli e un elemento ebraico sefardita più piccolo) e amerindi femminili.
Successivamente, all'interno dell'emergente società coloniale Paisa, un flusso continuo di spagnoli maschi, che immigrarono nella regione di Paisa nelle generazioni successive, incoraggiò i matrimoni con le donne Paisa. Ciò ha aumentato la componente europea complessiva e ha portato allo "sbiancamento razziale" della popolazione di razza mista fondatrice impedendo agli individui di razza mista di sposarsi tra loro e di crescere di numero, oltre a prevenire ulteriori unioni di spagnoli o individui di razza mista con amerindi non mescolati.
In definitiva, ciò ha portato all'ascendenza prevalentemente europea dell'odierna popolazione Paisa secondo i test del DNA autosomico o atDNA, nonostante i marcatori genetici asimmetrici specifici del sesso, che hanno ereditato dalla popolazione fondatrice, indica il loro Y-DNA come prevalentemente proveniente da antenati maschi europei e mtDNA come provenienti prevalentemente da antenate amerinde.
Le montagne hanno svolto un ruolo importante nell'isolare la popolazione paisa fino alla fine del XIX secolo e alla rivoluzione industriale della zona. Il XIX e l'inizio del XX secolo portarono anche altri immigrati spagnoli, europei non spagnoli e mediorientali nella regione, in particolare da Francia, Paesi Bassi, Belgio, Germania e Svizzera. La maggior parte di questi immigranti finì per mescolarsi con la popolazione Paisa, diluendo ulteriormente l'atDNA amerindo complessivo.

### Estremadura
Gli antenati dei Paisa sono stati principalmente immigrati spagnoli dall'Estremadura, Spagna (XVI secolo). I primi colonizzatori furono dell'Estremadura come Gaspar de Rodas di Trujillo, che fu il primo governatore coloniale della regione. Diversi paesi, città e luoghi della regione di Paisa derivano i loro nomi dall'Estremadura: Medellín da Medellín di Badajoz, Cáceres da Provincia di Cáceres e Valdivia dal conquistatore Pedro de Valdivia.

### Andalusia
Alcuni conquistatori dell'Andalusia, come il maresciallo Jorge Robledo di Jaén, arrivarono assieme agli uomini dell'Estremadura durante il XVI secolo. Tuttavia, durante il XVII secolo si dice che un gruppo di migranti andalusi si sia insediato nella regione.

### Popolo basco
La presenza di ascendenza basca nella regione di Paisa è testimoniata dalla proliferazione dei cognomi baschi. Alcuni studiosi sottolineano che questa potrebbe essere una delle regioni dell'America Ispanica con la maggiore concentrazione di antenati della regione iberica. I Baschi arrivarono ad Antioquia nel XVII secolo.
L'uso della terminologia della lingua basca ("Euskera") nell'attuale territorio della Colombia risale alle prime esplorazioni avvenute nel 1499, durante il terzo viaggio di Colombo. Si dice che da quel momento il territorio conobbe un forte afflusso di baschi tra cui figure di spicco come il pilota e geografo Juan de la Cosa, soprannominato "El Vizcaino" (sebbene alcune fonti attendibili sostengano che non fosse originario dei Paesi Baschi, ma era invece nato a Santoña, Cantabria).
Da allora in poi, i baschi cominciarono a venire regolarmente e si distribuirono in tutto il paese. A causa di questa presenza, il dipartimento colombiano di Antioquia è stato considerato un importante punto di immigrazione basco-navarrese. Ciò avvenne principalmente durante l'era coloniale, quando migliaia di baschi emigrarono in quanto legati alle società di colonizzazione spagnola.
Per le persone interessate a indagare sulla presenza di Euskal Herria nel dipartimento di Antioquia, una delle domande che si pongono riguarda l'uso e la conservazione della lingua basca nel dipartimento.
Si stima che per Antioquia, regione in cui arrivarono decine di migliaia di spagnoli, di cui una buona parte baschi, siano stati apportati aspetti limitati della lingua basca. È stato difficile tracciare l'uso di Euskara ad Antioquia e in Colombia perché la lingua basca è sempre stata emarginata, cosa che apparentemente non ha lasciato prove scritte ad Antioquia.
Ciò è probabilmente dovuto al fatto che la corona spagnola, per mantenere il monopolio delle sue società estere e per limitare le persone che non appartenevano al dominio spagnolo, non consentiva di parlare lingue diverse dal castigliano. Ciò significava che gli invitati a partecipare alla colonizzazione delle compagnie indiane, e gli stranieri in generale, dovevano imparare la lingua ufficiale, cioè il castigliano, da qui la prevalenza dei bilingui castigliano-basco.
Nonostante queste restrizioni, è ancora possibile tracciare la storia dei legami della Colombia con l'antica lingua dei baschi. Un riferimento all'uso di Euskara in territorio colombiano si è verificato in relazione a Lope de Aguirre, nativo di Gipuzkoa, soprannominato "Il pazzo". La ribellione di Aguirre sfidò l'impero spagnolo, compiendo atti contro i sudditi della corona spagnola. Pedro de Ursúa, un navarrese fedele al re spagnolo, che fu anche il fondatore di Pamplona nella Colombia orientale, disse che avrebbe potuto persuadere i soldati a far parte della rivolta di Aguirre, se avessero parlato in euskera.
Durante il XVII e il XVIII secolo famiglie basche del nord della Spagna si stabilirono nella valle di Aburrá dove si trovano Medellín ed Envigado, così come piccole città nell'Antioquia orientale, come Marinilla, El Retiro e El Santuario. Questa parte di Antioquia ricordava queste famiglie del nord della Spagna.

### Ebrei sefarditi
C'è dibattito sull'ascendenza ebraica nel popolo Paisa.
Si sapeva che alcuni nuovi cristiani spagnoli e portoghesi di origine ebraica sefardita (alcuni dei quali continuavano a praticare l'ebraismo in segreto, ed erano anche conosciuti come marranos, spagnolo per suini) fuggirono dall'Inquisizione di Cartagena de Indias e si rifugiarono nelle montagne di Antioquian durante il XVI e XVII secolo. Alcuni autori colombiani come Jorge Isaacs e Miguel Ángel Osorio hanno affermato che è indiscutibile che i Paisa abbiano anche origini ebraiche. Diversi cognomi Paisa sono noti per essere stati prevalenti tra i nuovi conversi cristiani di origine ebraica sefardita, ad esempio Espinoza, Pérez, Mejía e molti altri.
Alcuni studiosi affermano che la presenza di ebrei sefarditi tra gli antenati dei Paisas è un fatto, ma ciò non significa che tutti discendano da loro, né che sia l'unico o predominante elemento tra loro, come è dimostrato dai Paisa discendenti da altri gruppi come baschi, estremadurani, andalusi e catalani.

### Canari
Si registrano anche la presenza di alcuni gruppi delle Canarie, alcuni dei quali notoriamente originari di Lanzarote, che si stabilirono a Cáceres, Antioquia, nella seconda metà del XVI secolo. Altri emigrarono nel 1678 in base ai termini del Tributo de Sangre a Santa Marta. Nel 1536, Pedro Fernández de Lugo guidò una spedizione di 1.500 uomini, di cui 400 canari provenienti da tutte le diverse isole che compongono l'arcipelago), alla conquista dell'area intorno a quella che divenne Santa Marta. Questo contingente pacificò le tribù in guerra sulla costa e penetrò nell'interno (compresa la regione di Paisa). Lungo la strada fondò diverse città, due delle quali, Las Palmas e Tenerife, esistono ancora oggi. Inoltre, Pedro de Heredia guidò 100 uomini dalle Isole Canarie a Cartagena de Indias.

### Catalani
Sebbene i fatti della presenza del popolo catalano nelle origini di tutti i colombiani siano stati oggetto di studi, anche la genetica e l'influenza catalana nella regione di Paisa sono state oggetto di un'analisi particolare, specialmente nel modo in cui i paisa usano la loro lingua spagnola e gli elementi delle usanze tradizionali così come i cognomi.

## Etimologia
Sebbene l'espressione "Paisa" sia di uso popolare come apocope di "Paisano" (persona del proprio paese; connazionale), l'origine dell'espressione risale a un movimento separatista che si diffuse nella regione a metà del XIX secolo. Quei politici che segretamente sostenevano la secessione si riferivano al nuovo paese come "País A", abbreviazione di País Antioquia. Il soprannome alla fine è stato fuso per creare la parola "paisa". Di conseguenza, la "Regione Paisa" è la regione in cui vive il popolo Paisa. Un'espressione più antica è Antioqueño (Antioqueano; uno di Antioquia). Questo è più ufficiale, specialmente durante il periodo della Colonia (XVI-XVIII secolo) e il XIX secolo dopo l'indipendenza della Colombia. Tutta la regione divenne un unico corpo come "Provincia di Antioquia" prima e "Stato di Antioquia" dopo. Nel 1905 fu creato il Dipartimento di Caldas dalla parte meridionale di Antioquia, rendendo la parola "Antioqueño" applicabile solo a quelli di Antioquia, mentre "Paisa" divenne più culturale sia per la nuova Antioquia che per l'ex Antioquia e il resto dell'Eje cafetero.

## Storia
Sebbene alcune fonti sostengano che gli indiani d'America che popolavano la maggior parte della regione di Paisa si siano estinti a causa di malattie europee e lotte contro i conquistatori spagnoli, ciò non è stato completamente dimostrato.
Francisco César fece una spedizione, nel 1537, da Urabá al fiume Cauca nelle terre di Dabeiba, ma le sue truppe furono respinte dai Nutibara. Nel 1540 il maresciallo Jorge Robledo fondò Cartago. Nel 1541 fondò Arma in quello che oggi è il sud di Antioquia, vicino alle odierne Aguadas e Santa Fe de Antioquia, sulle rive del fiume Cauca. Quest'ultima città sarebbe diventata il capoluogo di provincia nel 1813.
Il primo governatore coloniale fu Don Gaspar de Rodas (1518-1607). Le montagne di Antioquia attrassero gli spagnoli per il loro oro e le terre per il bestiame, e pertanto le prime città vennero fondate vicino a miniere d'oro e fiumi. Nonostante ciò, la regione non attirò una popolazione interessata a creare centri importanti per la civiltà spagnola come Cartagena de Indias, Popayán o Bogotá e rimase quasi del tutto isolata dal resto della colonia. Questa è la ragione principale dell'identità culturale dei Paisa nel contesto nazionale colombiano.
Dal XVII secolo e fino alla fine del XIX, le famiglie Paisa si trasferirono nelle regioni meridionali di Antioquia, in quello che è oggi l'Asse dei coltivatori di caffè colombiani o "Viejo Caldas" (vecchio Calda), sebbene ora la maggior parte dei cittadini colombiani faccia riferimento a questa regione come Eje cafetero. Questa costante migrazione interna è conosciuta nella storia come la "Colonización Antioqueña" (Colonizzazione Antioquena). La maggior parte delle città e dei paesi fondati nel Vecchio Caldas (Caldas, Risaralda, Quindío e alcune città del nord della Valle del Cauca e dell'ovest di Tolima) sono di quel periodo.
Durante le guerre per l'indipendenza della Colombia, la figura più importante di Paisa fu il generale José María Córdova. Era di Rionegro e combatté importanti battaglie per liberare la regione dal regime spagnolo agli ordini di Simón Bolívar, che non andò mai nella regione. Durante la campagna di Bolívar per liberare la Nuova Granada, Córdoba partecipò alla battaglia di Boyacá e fu nominato "tenente colonnello" dal Libertador, nonostante la sua giovane età (aveva solo 20 anni). Fu poi incaricato da Bolívar di difendere la Provincia di Antioquia e infatti sconfisse gli spagnoli durante la Campagna di Nechí tra la fine del 1819 e l'inizio del 1820.
Nel 1826 Medellín fu dichiarata capitale della provincia di Antioquia. Nel 1856 una Costituzione Politica Federalista creò lo Stato di Antioquia e dovette affrontare alcune guerre civili tra liberali e conservatori. Nel 1877 il presidente dello stato federale era Pedro Justo Berrío, che fu uno dei leader politici più importanti della regione alla fine del secolo e sviluppò una politica attiva nell'istruzione, nei trasporti (incluso il collegamento della regione con il resto del paese in treno nel 1874) e lo sviluppo economico.
Nel 1886, con una Costituzione Politica centralizzata, fu creato il "Dipartimento di Antioquia". Sebbene la regione non sia stata colpita direttamente dalla Guerra dei mille giorni (1899–1902), uno dei personaggi principali dei combattimenti, il generale Rafael Uribe Uribe al fianco dei ribelli del Partito Liberale, proveniva dalla zona.
Il governo progressista del generale Rafael Reyes (1904-1909) fu di beneficio nello sviluppo della regione. Uno dei suoi progetti fu quello della creazione di nuovi dipartimenti, incluso il dipartimento di Caldas, nella parte meridionale di Antioquia nel 1905. Durante il XX secolo entrambi i dipartimenti di Paisa (Antioquia e Caldas), continuarono il loro sviluppo nell'industria, nell'estrazione mineraria e nell'agricoltura. Nel 1966 il Dipartimento di Caldas fu diviso in tre parti: Caldas, Quindío e Risaralda.
Alla fine del secolo la regione affrontò la crisi di crescenti mafie del narcotraffico, gruppi paramilitari e guerriglie, soprattutto ad Antioquia con il Cartello di Medellín e nel nord della Valle del Cauca. Tuttavia, secondo la Banca Interamericana di Sviluppo, il sistema dimostrò di essere un modello colombiano in regioni come l'area metropolitana di Medellín.

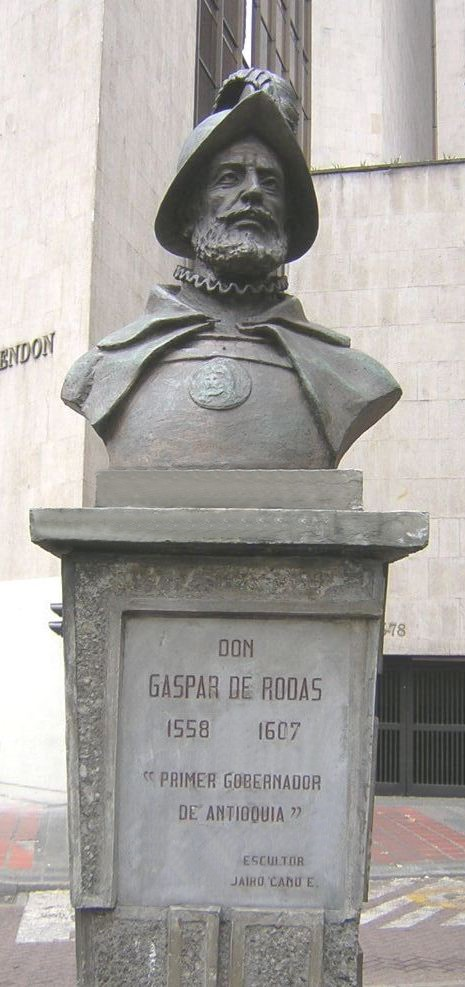
Don Gaspar de Rodas, il primo governatore coloniale della provincia di Antioquia che creò quella che oggi è la regione di Paisa.
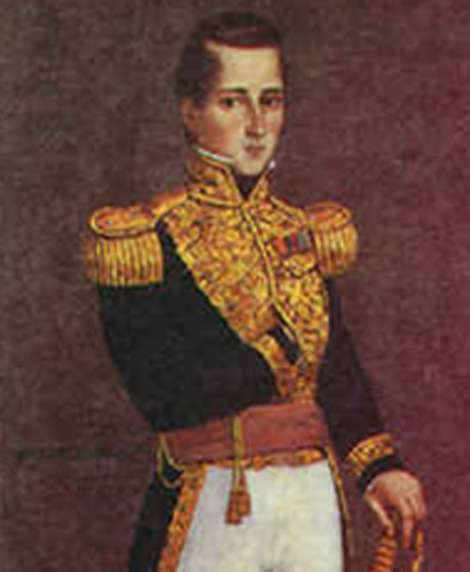
Generale José María Córdova, il "Bolívar" della Regione di Paisa.
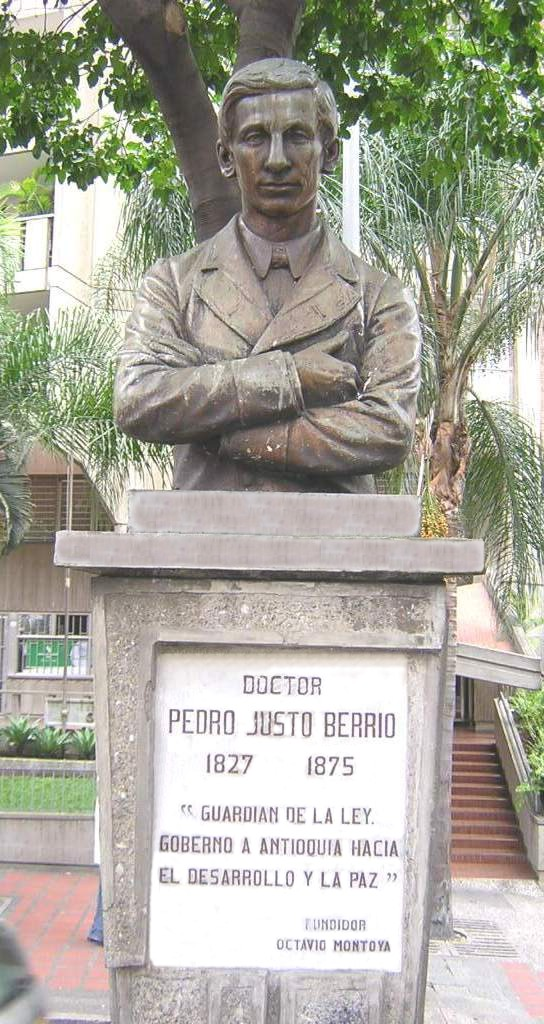
Pedro Justo Berrío, il presidente dello Stato di Antioquia che iniziò la rivoluzione industriale dei Paisa.
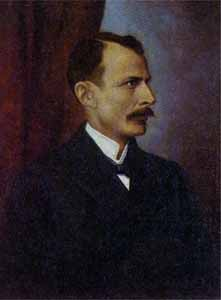
Il generale Rafael Uribe Uribe, uno dei capi dei liberali ribelli durante la guerra dei mille giorni.
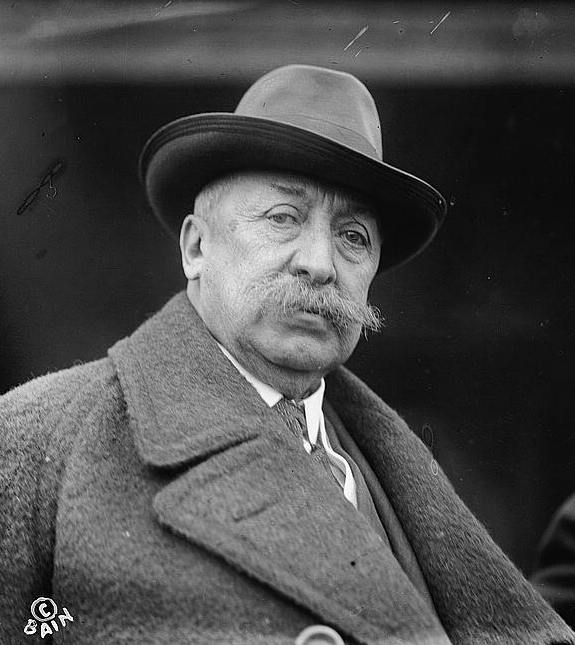
Presidente Rafael Reyes. Le sue politiche apportarono un grande beneficio allo sviluppo della regione di Paisa. Propose la creazione del Dipartimento di Caldas.

## Geografia
Sebbene quella che è conosciuta come "Regione Paisa" sia un'entità culturale e non sia definita da divisioni amministrative, è possibile individuare alcune aree come spazio naturale del popolo Paisa.

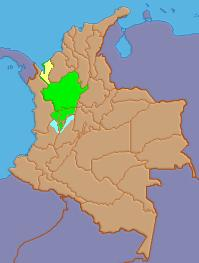
Localizzazione della Regione di Paisa in Colombia: In giallo l'Antioquean Urabá, appartenente al contesto culturale della Regione dei Caraibi colombiani; in verde i dipartimenti di Paisa e in blu alcune zone di Paisa di Tolima e Valle del Cauca.

- Dipartimento di Antioquia: è il dipartimento più grande (63.612 km²) con una popolazione di 6.299.886 abitanti.[18] Tuttavia, alcune aree del dipartimento non sono considerate culturalmente Paisa come l'Antioquean Urabá e il nord di Antioquia, più integrato alla regione caraibica della Colombia. I Paisa si trovano soprattutto nella parte montuosa della provincia, al centro e a sud, in quella che viene chiamata la "Montaña Antioqueña" (Montagna Antioquena). La capitale è Medellín, il secondo centro urbano e industriale della Colombia. Altre grandi città si trovano nell'area metropolitana di Medellín, Rionegro, La Ceja, Santa Fe de Antioquia, Puerto Berrío, Yarumal e altre. Il sud-ovest del dipartimento (Sureste Antioqueño) fa parte dell'Asse dei coltivatori di caffè colombiani.
- Dipartimento di Caldas : è stato fondato nel 1905 e ha una superficie di 7.888 km² con una popolazione di 908.841 abitanti.[19] La capitale è Manizales, fondata dai colonizzatori di Antioque nel 1849.
- Dipartimento di Risaralda : nacque nel 1966 nel territorio di Caldas. Ha una superficie di 4.140 km² e una popolazione di 863.663 persone. La capitale è Pereira (fondata nel 1863).[19]
- Dipartimento di Quindío : anche questo è stato fondato nel 1966 con capitale Armenia. È uno dei più piccoli dipartimenti della Colombia (1.845 km²) con una popolazione di 518.691 abitanti.[19]
- Dipartimento di Tolima : alcune città dell'ovest di Tolima sono di origine paisa: Roncisvalles (fondata dagli Antiochi nel 1905), Herveo (f. 1860);, Libano (f. 1849), Casabianca (f. 1886), Murillo (f. 1871, Anzoategui (f. 1895) e Villahermosa (f. 1887).
- Dipartimento della Valle del Cauca: anche i paesi e le città del nord del dipartimento della Valle del Cauca sono di origine paisa: Siviglia (fondata dagli Antiochi nel 1903), Alcalà (f. 1819), Argelia (f. 1904, nota anche come " Medellincito, piccola Medellín), Bolívar (f. 1884), Caicedonia (f. 1910), Cartago (f. 1540), El Aguila (f. 1905), La Unión (f. 1890 ), Versalles (f. 1894) e Trujillo (f.1922).

## Diaspora paisa
Sebbene siano molto attaccati alla loro terra di campagna, i Paisa sono sempre stati pronti a migrare in cerca di migliori opportunità. Questo fatto è stato di grande beneficio per lo sviluppo di alcune regioni della Colombia, prima durante la "colonizzazione antioqueana" dell'Asse del caffè colombiano tra il XVII e il XIX secolo, e attualmente ad altre regioni della nazione come i Llanos Orientales (nell'est della Colombia). Mantengono le loro tradizioni e l'amore per il commercio, l'agricoltura e le miniere ovunque vadano. Nei Llanos Orientales, ad esempio, diverse haciendas di bestiame sono di proprietà delle famiglie Paisa. Sono uno dei principali gruppi colombiani a migrare all'estero, in particolare negli Stati Uniti d'America (incluso Porto Rico), in Spagna e in alcuni paesi dell'America Latina come Panama, Messico, Argentina e Costa Rica.

## Economia
I paisa si distinguono in Colombia per il loro amore naturale e le capacità per gli affari e il commercio. La regione di Paisa ha coinciso con gli importanti centri economici della Colombia come l'area metropolitana di Medellín (fabbricazione dei tessuti, industrie come elettrodomestici, automobili e prodotti chimici, servizi come l'assistenza sanitaria e la moda), l'Asse colombiano dei coltivatori di caffè nell'agricoltura e in altre attività economiche come la floricoltura, il bestiame, le miniere d'oro e di carbone, il turismo e altro.

## Cultura

### Lingua
Il modo in cui i Paisa parlano lo spagnolo, noto anche come spagnolo antioqueo, è caratteristico in Colombia. Si dice che i paisa parlino spagnolo veloce e morbido. Hanno molte espressioni locali e regionali opache anche per gli altri colombiani. Dal dialetto rurale Paisa si sviluppò il Parlache, una versione popolare urbana.
- Voseo (usando vos invece di tú ): nel linguaggio colloquiale, i Paisa usano vos come pronome informale di seconda persona singolare (invece di tú) e usted come indirizzo formale, sebbene sia comune usare usted anche con parenti e amici. Tuttavia, vos è limitato all'uso colloquiale e, a differenza delle regioni esclusivamente voseo che lo utilizzano per scopi ufficiali come la stampa e il governo, vos nella regione di Paisa è usato raramente nei documenti ufficiali. Diversi scrittori paisa (come Tomás Carrasquilla, Fernando González Ochoa, Manuel Mejía Vallejo, Fernando Vallejo e Gonzalo Arango) usano vos nelle loro opere come segno distintivo dell'identità Paisa. Tuttavia, l'uso del tú è ben noto a causa dell'immigrazione di gruppi colombiani come i Costeños.
- Seseo (mancanza di distinzione tra /θ / e /s / ): Come con la maggior parte dei dialetti americani dello spagnolo, i Paisa non distinguono ‹s› da ‹z› o C dolce . Mentre seseo è dominante, la /s/ paisa è articolata come un apicoalveolare [ s̺ ], un suono di transizione tra [ s ] e [ ʃ ], come nella Spagna centrale e settentrionale e nell'America centrale meridionale. L'apicoalveolare 's' è stato influenzato da baschi, catalani ed estremadurani, e seseo  da andalusi e canari.
- Yeísmo (fusione di /ʎ / in / ʝ ~ j /): pronuncia paisa ‹ll› come ‹y›, così che non c'è distinzione tra cayó (cadde) e calló (ammutolì).
- Le consonanti vocalizzate consonanti /b/ /d/ e /ɡ/ sono pronunciate come occlusive dopo e a volte prima di ogni consonante, come altri dialetti in Colombia (piuttosto che la fricativa o approssimante che è caratteristica della maggior parte degli altri dialetti). Così pardo [ˈpardo], barba [ˈbarba], algo [ˈalɡo], peligro [peˈliɡɾo], desde [ˈdezde] (dialettalmente [ˈdeɦde] o [ˈdedːe]) — piuttosto che [ˈparðo], [ˈbarβa], [ˈalɣo], [peˈliɣɾo], [ˈdezðe] (dial. [ˈdeɦðe], [ˈdɛɦðe] or [ˈdɛðːe]) della Spagna e del resto dell'America spagnola. Un'eccezione degna di nota è la regione di Nariño e la maggior parte del discorso Costeño (dialetti costieri atlantici) che presentano le realizzazioni morbide e fricative comuni a tutti gli altri dialetti ispanici americani ed europei.

### Terra ed eredità
I paisa sono molto attaccati alle loro famiglie e alla loro terra. Poiché il loro spazio culturale naturale è sulle montagne, è anche un simbolo della loro terra. Danno una grande importanza ai cognomi e agli antenati. Associano persino i cognomi alle città ("los Pérez son de San Pedro de los Milagros", i Pérez [famiglia] sono di San Pedro de los Milagros). Sebbene il carattere patrilineare sia molto importante per le famiglie, i Paisa mantengono una forte cultura matriarcale.
I paisa sono ben noti in Colombia per la loro gentilezza e accoglienza nei confronti delle persone di altre regioni e dei visitatori. Sono noti per scherzare ed esagerare creando conversazioni piacevoli, anche se questo può confondere coloro che non sono abituati al loro modo di parlare. Parlano con orgoglio della loro terra, paesi, città, storia, tradizioni e abilità nel commercio. È comune che i Paisa non utilizzino il loro etnico locale (ad esempio, "medellinenses, manizalitas, ecc.), ma si riferiscano a se stessi come "Paisa".

### Cucina
La cucina di Paisa è molto influenzata dal loro tradizione rurale di montagna. Appartiene alla cucina colombiana delle Ande, con abbondanza di fagioli, riso, mais, carne di maiale e di bovino, frutti tropicali, patate e diversi tipi di verdure.
- Bandeja paisa : questo è il piatto più tradizionale ed è generalmente composto da carne asada (bistecca alla griglia) o carne molida (bistecca alla griglia finemente tritata), chicharrón (cotenna di maiale fritta), riso, fagioli rossi, una fetta di avocado, banane fritte dolci, un uovo fritto, una piccola arepa di mais bianco e talvolta chorizo (salsiccia). La Bandeja paisa è anche un piatto molto popolare servito nei ristoranti colombiani in Europa e negli Stati Uniti.
- Sopa de mondongo
- Empanada antioquena
- Frijole
- Mazamorra
- Riso con pollo
- Arepa antica

### Musica

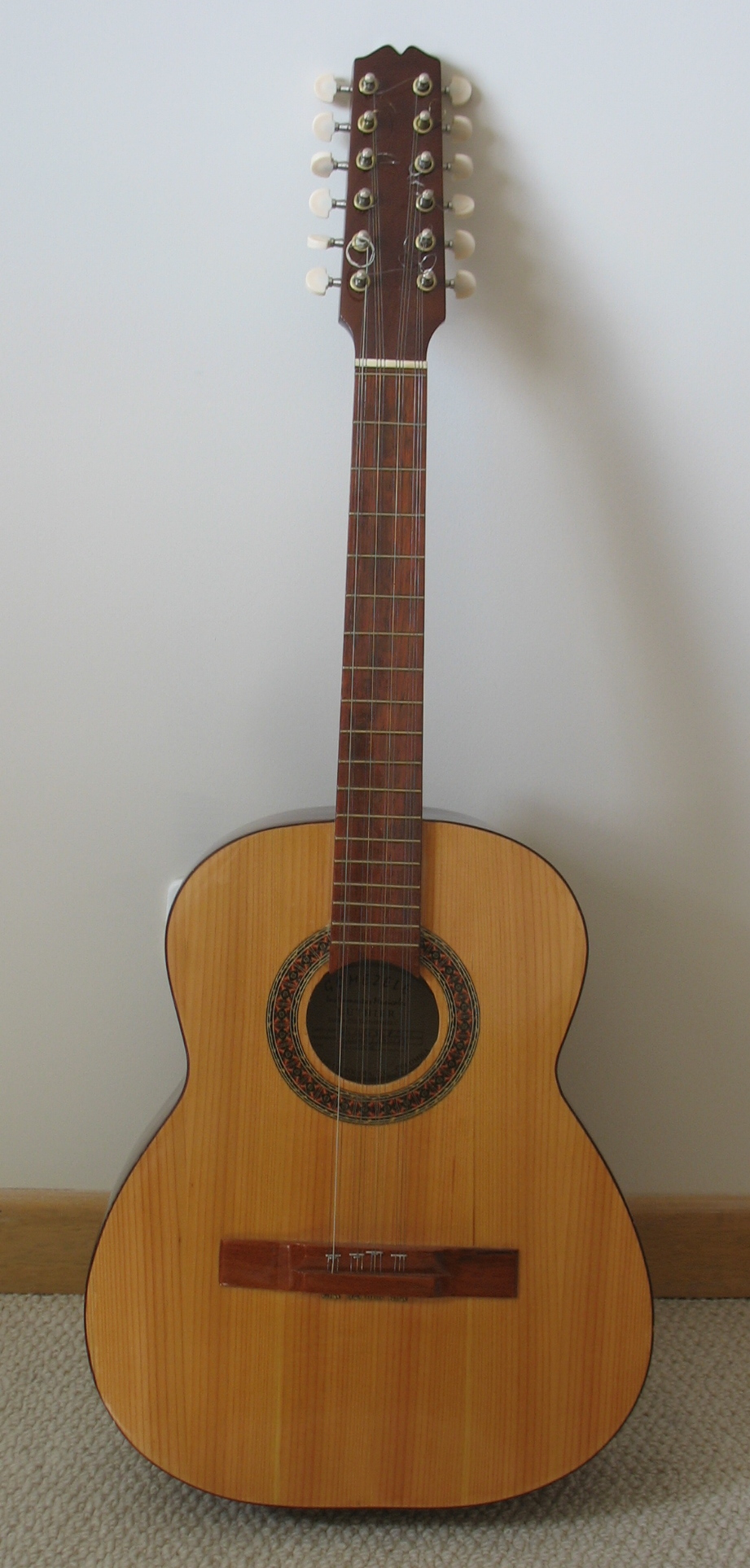
Il Tiple, strumento tradizionale del folklore Paisa in generi come il "Paisa Trova" e il "Pasillo".

La regione di Paisa è centro di diversi generi musicali tra tradizionali, moderni e adottati. Gli strumenti musicali più importanti per tradizione sono la tipla e la chitarra.
- Tradizionale:
  - Pasillo : nella regione di Paisa ha avuto una grande diffusione come dimostra l'annuale Festival Nazionale del Pasillo Colombiano ad Aguadas. Carlos Vieco è uno dei più noti compositori paisa di Pasillo ad esempio con "Hacia el Calvario" ("Verso il Calvario").
  - Rail Music : in spagnolo Música de Carrilera è la "musica country" dei Paisa. Ha avuto origine ad Antioquia, in particolare lungo la ferrovia di Antioquia. È anche conosciuta come "Música guasca".
  - Canzoni del crepacuore: in spagnolo Música de despecho. In Colombia questo genere è diventato l'identità della regione dei Paisa. Il compositore e musicista Darío Gómez di San Jerónimo è stato nominato "Il re dei canti del crepacuore" (El Rey del Despecho). La sua canzone  Nadie es eterno" ("Nessuno è eterno") è diventata una delle canzoni più popolari in Colombia. Altri artisti di questo genere sono El Charrito Negro, Luis Alberto Posada, Jhonny Rivera, Lady Yuliana, Pipe Bueno, Giovany Ayala, Grupo Tornado, Fernando Burbano, Bera, El Andariego e molti altri. La Paisa americana, Lucía Pulido, è l'artista principale di questo genere negli Stati Uniti.
  - Paisa Trova: in spagnolo Trova paisa, mostra la creatività, l'umorismo, la mentalità e l'identità dei Paisa. La cosa più importante è creare nuove Trova in ogni spettacolo. Salvo Ruiz e Ñito Restrepo di Concordia sono considerati i padri della Paisa Trova.
- Adottata:
  - Tango : questa musica argentina e uruguaiana divenne popolare ad Antioquia durante la prima parte del XX secolo, forse a causa delle migrazioni argentine a Medellín. Nel 1935 il re del Tango, Carlos Gardel, morì in un incidente aereo nella capitale Paisa. Lo scrittore paisa Manuel Mejía Vallejo scrisse "Aire de Tango" (Aria di Tango), un'opera che mostra la grande influenza del Tango nel moderno folklore paisa. Il Festival del Tango si svolge nel Barrio Manrique di Medellín dove si trova la "Tangovía" e un monumento a Gardel.
  - Vallenato: questa musica della regione caraibica della Colombia (Valledupar), ha trovato il suo posto nella regione dei Paisa. È stata portata soprattutto da giovani studenti del nord della Colombia che sono venuti a studiare nelle città andine. Diversi sono i gruppi musicali Paisa di Vallenato.

### Religione
Il cattolicesimo romano in Colombia arrivò nella regione con i colonizzatori spagnoli all'inizio del XVI secolo. I francescani si stabilirono, insieme ai colonizzatori, e costruirono chiese e monasteri nelle città fondate dagli spagnoli. Forse nella regione arrivarono anche marrani spagnoli e portoghesi. Il cattolicesimo romano divenne la religione predominante e i Paisa vi sono rimasti devoti. La Costituzione politica colombiana del 1991, che ha decretato la libertà di religione, ha aperto le porte ad altre confessioni religiose, sebbene i Paisa siano considerati cattolici per cultura. La teoria delle origini ebraiche ha beneficiato anche delle comunità ebraiche della regione. Le due prime persone colombiane riconosciute dalla Chiesa cattolica come beati o santi sono della regione dei Paisa: Laura Montoya (da Jericó) e Mariano de Jesús Euse (da Yarumal). Un prelato paisa di Tolima, il cardinale Alfonso López Trujillo, era vicino al papa Giovanni Paolo II.

## Personalità
Diverse personalità Paisa sono state famose in contesti regionali, nazionali e internazionali in ogni campo della scienza, dello sport, della musica, della tecnologia, dell'economia, della politica e persino della criminalità.